# Бюр (Верхние Пиренеи)
Бюр (фр. Burg, окс. Burc) — коммуна во Франции, находится в регионе Юг — Пиренеи. Департамент — Верхние Пиренеи. Входит в состав кантона Турне. Округ коммуны — Тарб.
Код INSEE коммуны — 65113.

## География

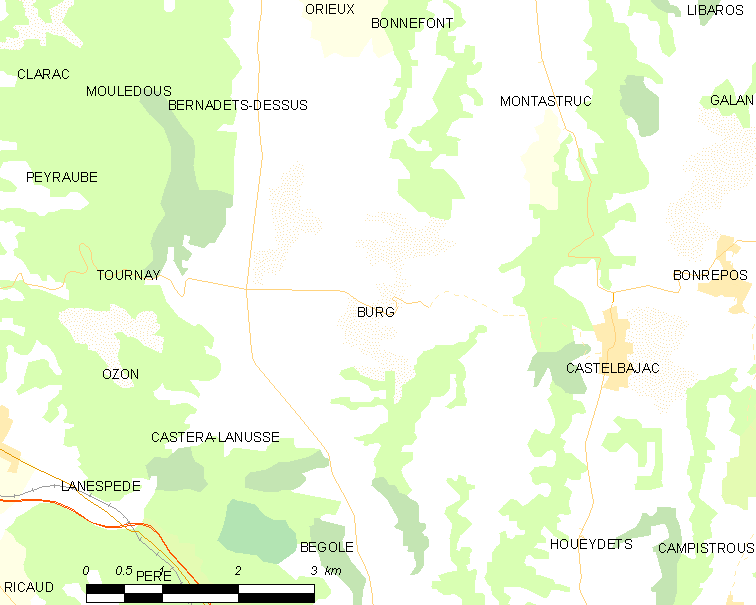
Карта коммуны

Коммуна расположена приблизительно в 650 км к югу от Парижа, в 105 км юго-западнее Тулузы, в 22 км к востоку от Тарба.
На востоке коммуны протекает река Баиз.

## Климат
Климат умеренно-океанический с солнечной тёплой погодой и обильными осадками на протяжении практически всего года.

## Население
Население коммуны на 2010 год составляло 269 человек.
| 1962 | 1968 | 1975 | 1982 | 1990 | 1999 | 2010 |
| ---- | ---- | ---- | ---- | ---- | ---- | ---- |
| 369  | 323  | 286  | 297  | 294  | 267  | 269  |

## Администрация
| Период | Период | Фамилия    | Партия | Примечания |
| ------ | ------ | ---------- | ------ | ---------- |
| 2001   | 2014   | Ги Пельтье |        |            |
| 2014   | 2020   | Морис Лаай |        |            |

## Экономика
В 2010 году среди 161 человека трудоспособного возраста (15-64 лет) 121 были экономически активными, 40 — неактивными (показатель активности — 75,2 %, в 1999 году было 72,5 %). Из 121 активных жителей работали 118 человек (63 мужчины и 55 женщин), безработных было 3 (2 мужчин и 1 женщина). Среди 40 неактивных 8 человек были учениками или студентами, 24 — пенсионерами, 8 были неактивными по другим причинам.